# 洪順 (黎朝)
洪順（こうじゅん）は、ベトナム後黎朝の襄翼帝及び中廃帝が使用した元号。ユリウス暦1510年1月13日（己巳年12月4日） - 1516年5月28日（丙子年4月27日）。

## 西暦との対照表
| 洪順 | 元年   | 2年    | 3年    | 4年    | 5年    | 6年    | 7年    | 8年    |
| 西暦 | 1509年 | 1510年 | 1511年 | 1512年 | 1513年 | 1514年 | 1515年 | 1516年 |
| 干支 | 己巳   | 庚午   | 辛未   | 壬申   | 癸酉   | 甲戌   | 乙亥   | 丙子   |